# 瞳はダイアモンド/蒼いフォトグラフ
『瞳はダイアモンド／蒼いフォトグラフ』（ひとみはダイアモンド／あおいフォトグラフ）は、1983年10月28日にリリースされた松田聖子の15枚目のシングル。規格品番：07SH 1421（EP盤）

## 概要
松田の楽曲としては、両曲とも初めての本格的な失恋ソングである。
本作発売時、前作「ガラスの林檎」がB面「SWEET MEMORIES」の好評を得て両A面シングルとしてロングヒットしており、本作と併せてオリコン週間シングルチャートの1位・2位を独占した。本作も当初は「瞳はダイアモンド」の単独A面だったが、再プレス盤以降は両A面としてジャケットの文字部分が変更されたセカンドスリーブ仕様で発売されて両曲のフォントが同じ大きさになった。
TBSザ・ベストテンでは、自身最長となる8週連続1位を記録した。
「欽ちゃんのどこまでやるの!」（1983年12月14日。テレビ朝日）では茶の間のこたつでピンマイクを付けて「瞳はダイアモンド」を歌唱した。
本曲の後に発売されたオリジナルアルバム『Canary』は、アルバム全曲を英語タイトルで揃えるため両曲とも英語タイトルで収められた。それぞれ「Diamond Eyes」/「Photograph of Yesterdays」となる。
2004年に紙ジャケット仕様の完全生産限定盤12cmCDとして再びリリースされる。
2021年発売アルバム『SEIKO MATSUDA 2021』にはセルフカバー「瞳はダイアモンド ～Diamond Eyes～」が収録された。同時リリースの『SEIKO MATSUDA 2020』デラックス・エディションには「蒼いフォトグラフ ～Photograph of yesterdays～」が収録されている。

## 収録曲
全作詞：松本隆／作曲：呉田軽穂(松任谷由実)／編曲：松任谷正隆
1. 瞳はダイアモンド（4:17）
2. 蒼いフォトグラフ（3:56）
  - TBSドラマ『青が散る』主題歌。
  - 松本は横浜港の赤レンガ倉庫一帯をイメージして作詞したと語っている[4]。
  - 2008年12月25日放送の『とんねるずのみなさんのおかげでした』において、松田の大ファンである矢島美容室のナオミ（DJ OZMA）が自身の最も好きな曲として「蒼いフォトグラフ」を挙げている。

## 批評
中川右介は、作詞担当の松本はかねてから演歌の主流である「悲恋モノ」に対して「自虐的だ」と否定的であったが、本作であえてそれと同じ粗筋の歌詞を書いたことを指摘する。その上で、自虐的でなく「ドライで軽い」、アイドル・ポップスという新たな歌謡曲の地平に立ったうえで、あえて「自己肯定的な失恋」を歌にした本曲を、「松田聖子が1983年に到達した地平だった」と評している。

## セルフカバー／カバー
瞳はダイアモンド
- 1991年、Deniece Williams（アルバム『ROMANTIQUE』）
- 2002年、平井堅が出演したNHKの音楽番組『Music Cocktail』でカヴァーした。その番組内で、この楽曲が好きな理由を「歌声ももちろんであるが、“映画色の街”という、カラー・モノクロ・セピアと、聴く者がそれぞれイメージできる出だしの歌詞が好き」と述べた。2009年5月27日放送の同局『SONGS』、2013年1月3日放送の『亀田音楽専門学校』各番組出演時にもカヴァーしている。
- 2003年には、作曲を担当した呉田軽穂（松任谷由実が当時使用していた筆名）が『Yuming Compositions: FACES』で「瞳はダイアモンド」をセルフカヴァーしている。
- 2006年、徳永英明（アルバム『VOCALIST 2』）
- 2006年、CHARA（トリビュートアルバム『Jewel Songs〜Seiko Matsuda Tribute & Covers〜』）
- 2015年、リリー・フランキー（トリビュートカバーアルバム『風街であひませう』の完全限定生産盤スペシャルディスク（『風街でよむ』）に歌詞朗読が収録）
- 2015年、Ms.OOJA（アルバム『THE HITS 〜No.1 SONG COVERS〜』）
- 2020年、松岡禎丞（アルバム『VOICE〜声優たちが歌う松田聖子ソング〜 Male Edition』）
- 2021年、矢川葵（EP『See the Light』)

蒼いフォトグラフ
- 1991年、Nicolette Larson（アルバム『ROMANTIQUE』）
- 2015年、夏帆（トリビュートカバーアルバム『風街であひませう』の完全限定生産盤スペシャルディスク（『風街でよむ』）に歌詞朗読が収録）
- 2020年、豊崎愛生（アルバム『VOICE〜声優たちが歌う松田聖子ソング〜 Female Edition』）

## 関連作品
- 瞳はダイアモンド
  - Canary (Diamond Eyes)
  - Seiko・Town
  - Seiko-Train
  - Seiko Box
  - Snow Garden
  - Seiko Monument
  - Bible
  - Complete Bible
  - SEIKO SUITE
  - Best of Best 27 （13）
  - Seiko Smile Seiko Matsuda 25th Anniversary Best Selection
  - Premium Diamond Bible
  - Diamond Bible
  - SEIKO STORY〜80's HITS COLLECTION〜
  - Seiko Matsuda Hit Collection Vol.2
  - We Love SEIKO -35th Anniversary 松田聖子究極オールタイムベスト50Songs-
  - Seiko Matsuda Sweet Days
  - Seiko Matsuda 40th Anniversary Bible -bright moment-
- 蒼いフォトグラフ
  - Canary (Photograph of Yesterdays)
  - Touch Me, Seiko
  - Seiko・Town
  - Seiko-Train
  - Seiko Box
  - Bible
  - Complete Bible
  - SEIKO SUITE
  - Another side of Seiko 27 （14）
  - Seiko Smile Seiko Matsuda 25th Anniversary Best Selection
  - Premium Diamond Bible
  - Diamond Bible
  - SEIKO STORY〜80's HITS COLLECTION〜
  - We Love SEIKO -35th Anniversary 松田聖子究極オールタイムベスト50Songs-
  - Seiko Matsuda Sweet Days